# Forest Heath
Forest Heath este un district nemetropolitan în Regatul Unit, în comitatul Suffolk din regiunea East, Anglia.

## Orașe din cadrul districtului
- Mildenhall
- Newmarket